# BB 69000
Ne doit pas être confondu avec BB 69200.
Les BB 69001 et BB 69002 sont deux prototypes de locomotives Diesel de grande puissance et à transmission hydraulique, construites en 1964 pour la SNCF à la même époque que les CC 70000, à transmission diesel-électrique. L'insuffisante fiabilité de leur transmission entraîne leur radiation prématurée en janvier 1984, après qu'elles ont assuré principalement la traction de trains de fret.
Elles ne doivent pas être confondues avec les BB 69200, dont l'apparence est totalement différente ; rattachées à la série BB 69000 par simplification, elles résultent d'une opération de rénovation et remotorisation de machines BB 66000.

## Description

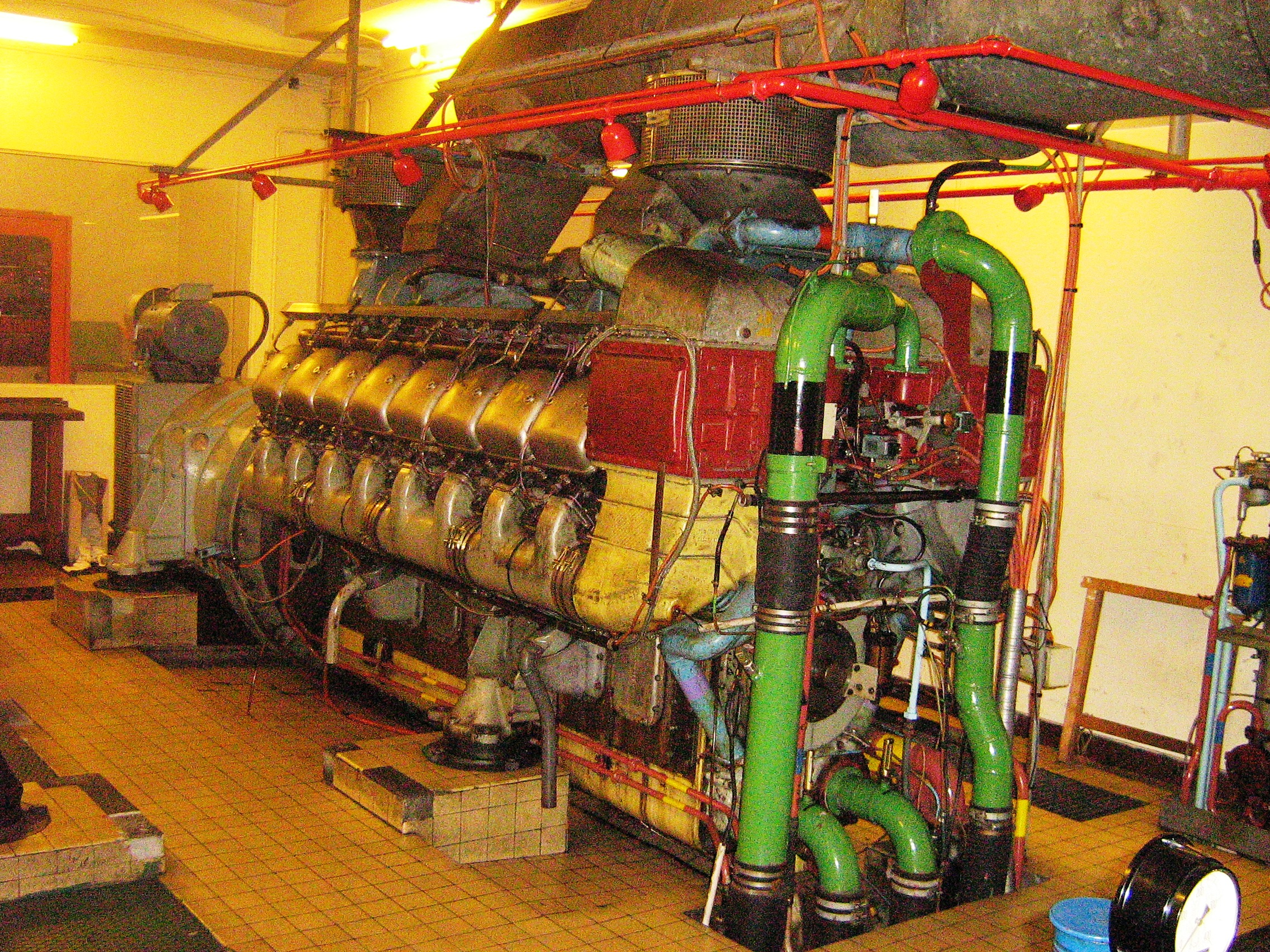
Moteur SEMT Pielstick 16PA4 185, ici utilisé comme groupe électrogène pour le métro de Paris

Ces machines ont été étudiées et construites par la société des Forges et Ateliers du Creusot. Elles disposaient du même moteur Diesel SEMT Pielstick  V16 PA4-185 (avec turbosoufflantes Hispano-Suiza) que les BB 67000 mais en double exemplaire, avec 3 100/3 520 kW (soit 4 215/4 785 ch) de puissance pour 84 t et une longueur de 19 m. Chaque moteur actionnait une transmission hydraulique Voith L821gr que entraînait les roues d'un bogie par un train d'engrenages. Leur vitesse était limitée à 140 km/h. 
Elles reprenaient la silhouette des BB 67000 dessinée par Paul Arzens, mais les persiennes en double flèche trahissaient la présence des deux moteurs.

## Carrière
Elles ont été commandées en novembre 1961, et la première a été mise en service le 13 janvier 1964 au dépôt d'Achères. À l'issue d'une période d'essais, cette machine a été mutée à celui de Chalindrey le 18 avril 1964, où la BB 69002 la rejoignit le 2 avril 1964. Les deux locomotives sont restées affectées à ce dépôt jusqu'à leur radiation.
Au début de leur carrière, elles ont tracté des rames de voitures voyageurs en compagnie des A1AA1A 68000, attelées avec un fourgon chaudière pour le chauffage à vapeur. Elles ont été écartées de ce service après l'apparition des CC 72000 aptes au chauffage électrique et affectées alors au trafic de marchandises, notamment les trains complets de potasse d'Alsace.
Pendant sa période d'essais, la BB 69001 a parcouru les lignes Grenoble - Veynes (ligne des Alpes) et Achères - Versailles via la grande ceinture ou Paris-Saint-Lazare - Caen. Par la suite, les deux exemplaires ont assuré quelques circulations sur Paris-Est - Troyes - Belfort - Mulhouse - Bâle mais ont été cantonnées le plus souvent à l'étoile de Saint-Dizier, avec quelques incursions vers Vesoul - Belfort. La 69001, victime d'une collision[Quand ?] avec un camion près de Saint-Dizier et gravement endommagée, a été réparée et a pu reprendre son service.
Les BB 69000 connaissaient des problèmes récurrents de fiabilité de leur transmission hydraulique qui engendraient de fréquents passages en atelier et des coûts de maintenance élevés, également dus à leur double motorisation. Ce constat, conjugué à l'extension des électrifications qui diminuait les besoins en machines diesel, a conduit la SNCF à prononcer leur réforme après seulement vingt ans de service. À leur radiation le 20 janvier 1984 pour la BB 69001 et le 13 janvier 1984 pour la BB 69002, les deux locomotives avaient parcouru respectivement 1 400 000 et 1 600 000 km. Après démontage d'organes récupérables à Sotteville-lès-Rouen, les deux prototypes ont été ferraillés.

## Modélisme
Les BB 69001 et BB 69002 ont été reproduites à l'échelle HO par l'artisan Carpena et Goupille à la fin des années 1980. Il s'agissait d'un kit de transformation avec carrosserie en résine à adapter sur un châssis de BB 67001 première génération Jouef.